# Polylobatispora quinquecornuta
Polylobatispora quinquecornuta är en svampart som beskrevs av Matsush. 1996. Polylobatispora quinquecornuta ingår i släktet Polylobatispora, divisionen sporsäcksvampar och riket svampar.   Inga underarter finns listade i Catalogue of Life.